# Шамуа (Италия)
Шамуа́ (фр. Chamois) — коммуна в Италии, располагается в регионе Валле-д’Аоста.
Население составляет 96 человек (2008 г.), плотность населения составляет 7 чел./км². Занимает площадь 14 км². Почтовый индекс — 11020. Телефонный код — 0166.
Покровителем коммуны почитается святой великомученик и целитель Пантелеимон, празднование 27 июля.

## Демография
Динамика населения:

## Галерея

Панорама.
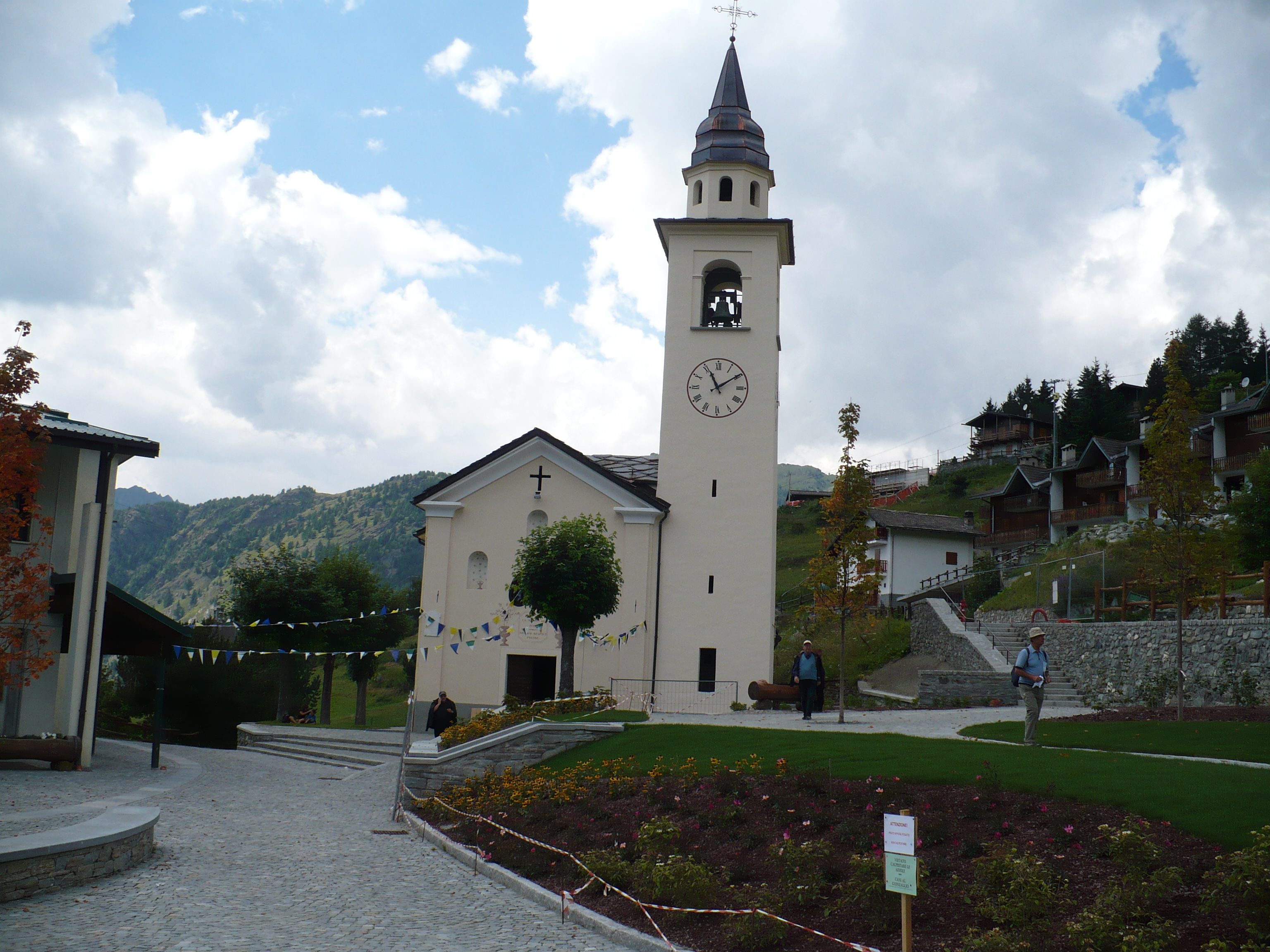
Приходской храм.
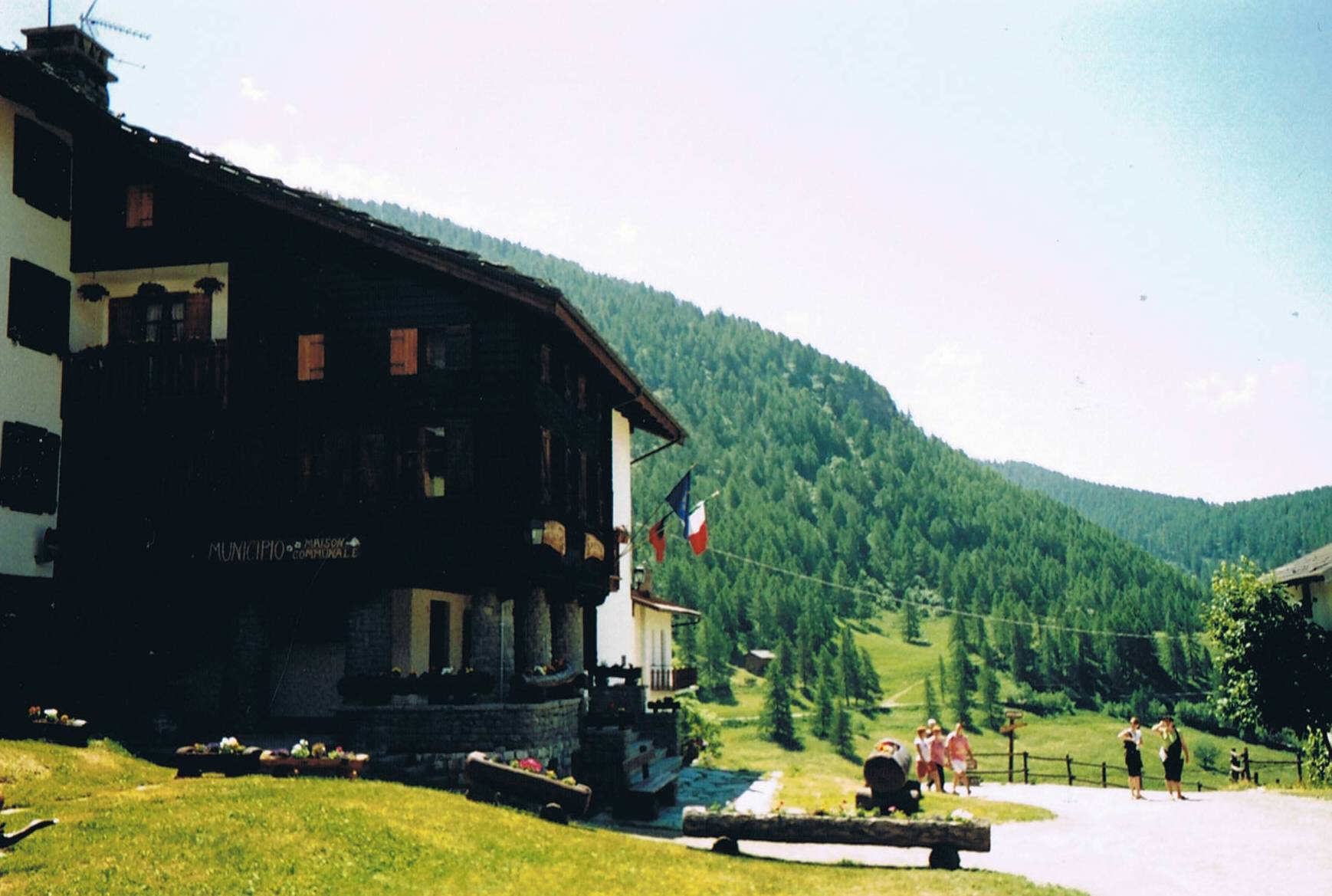
Мэрия.
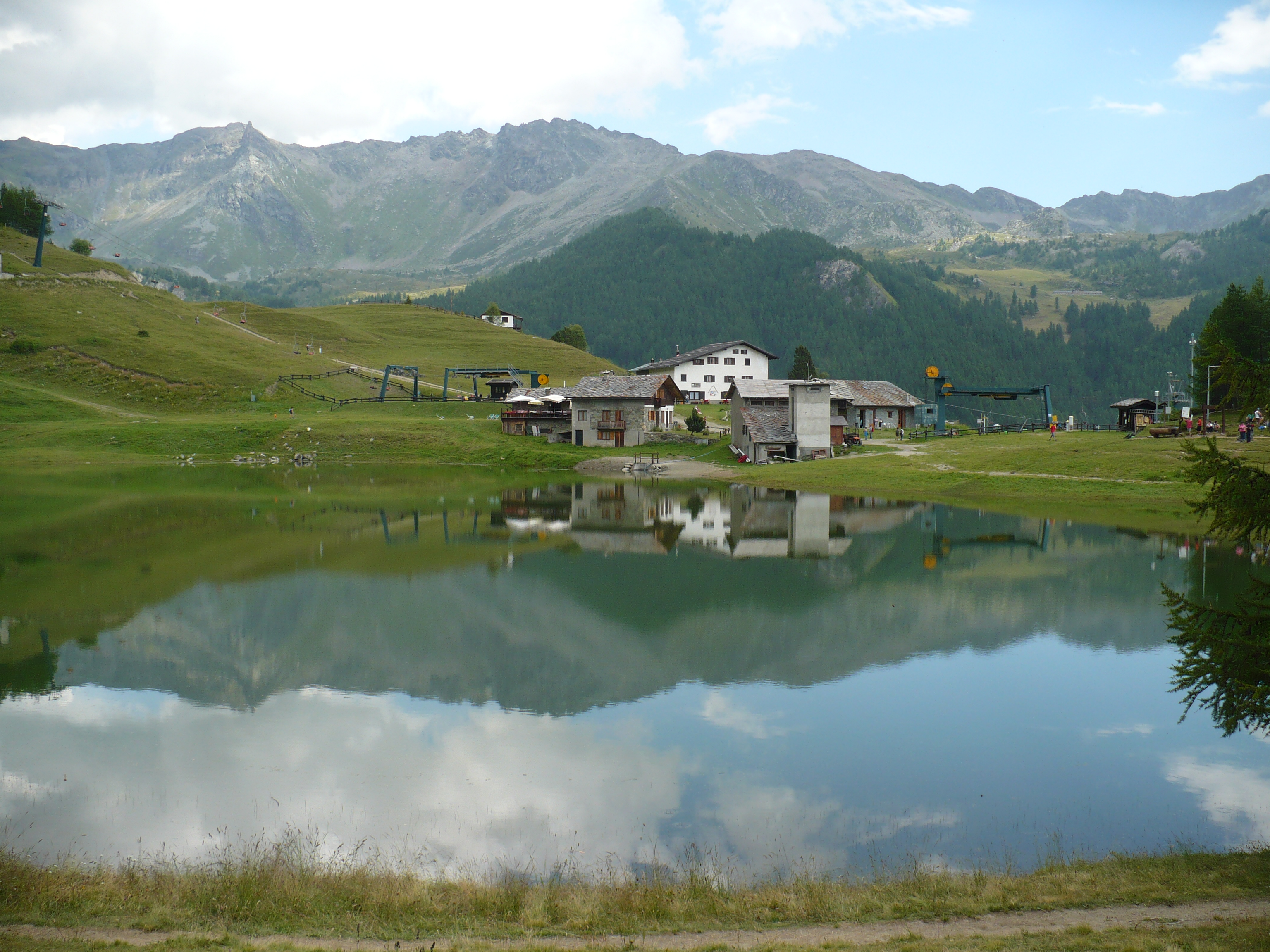
Озеро Ло (фр. Lac de Lod).
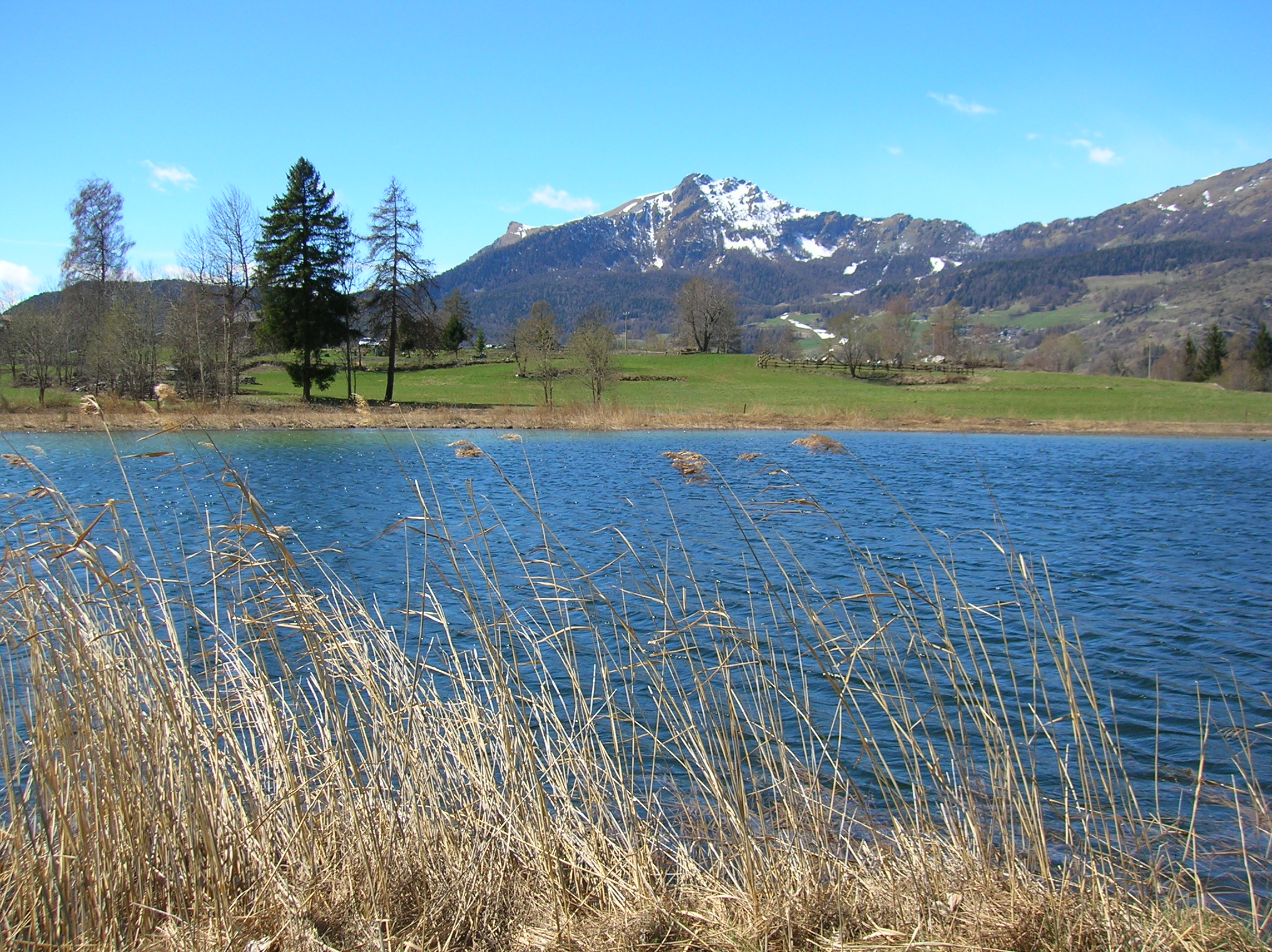
Озеро Ло, 1470 м над уровнем моря
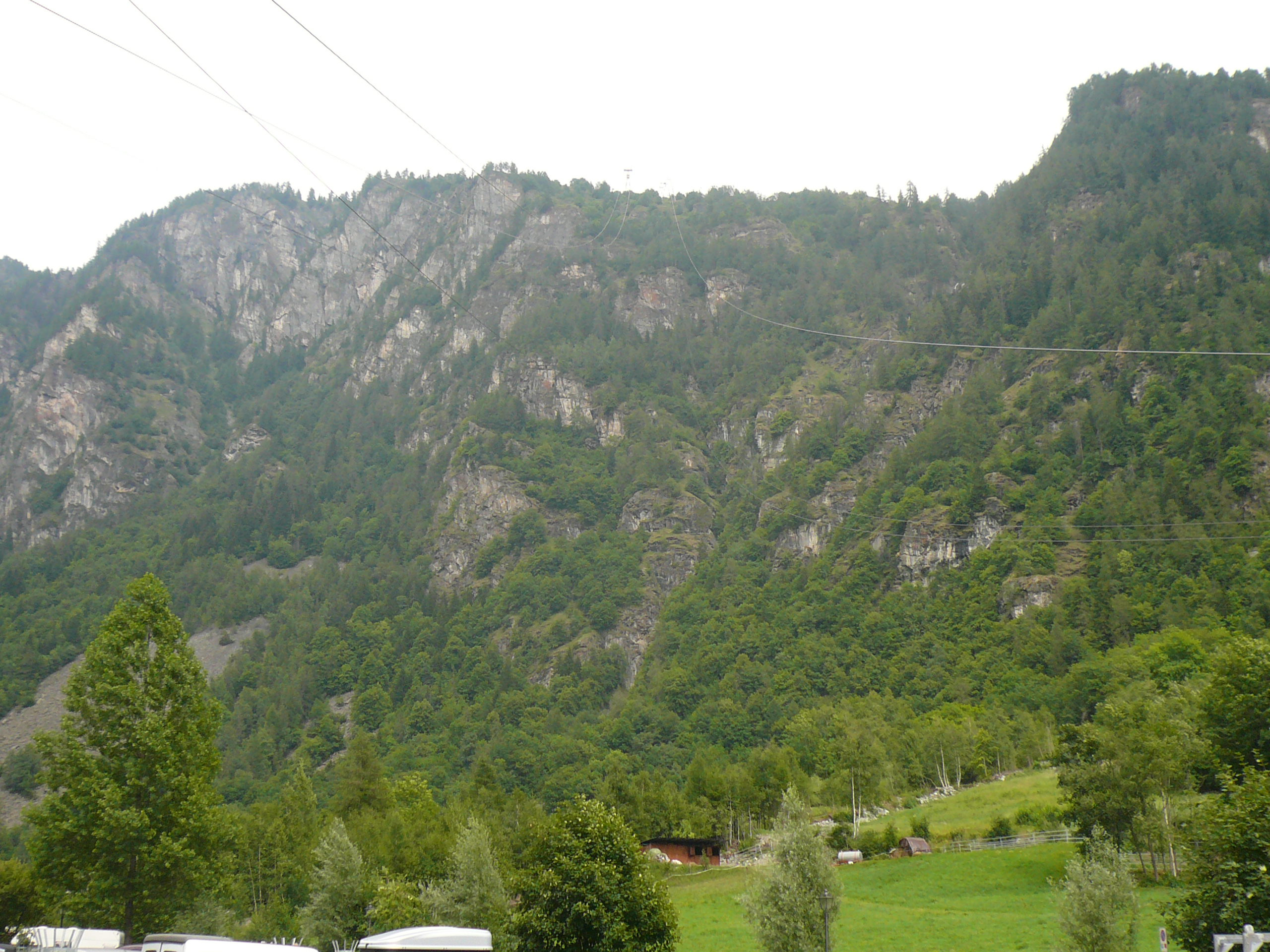
Плато Шамуа: вид от станции Бюиссон (фр. Buisson).
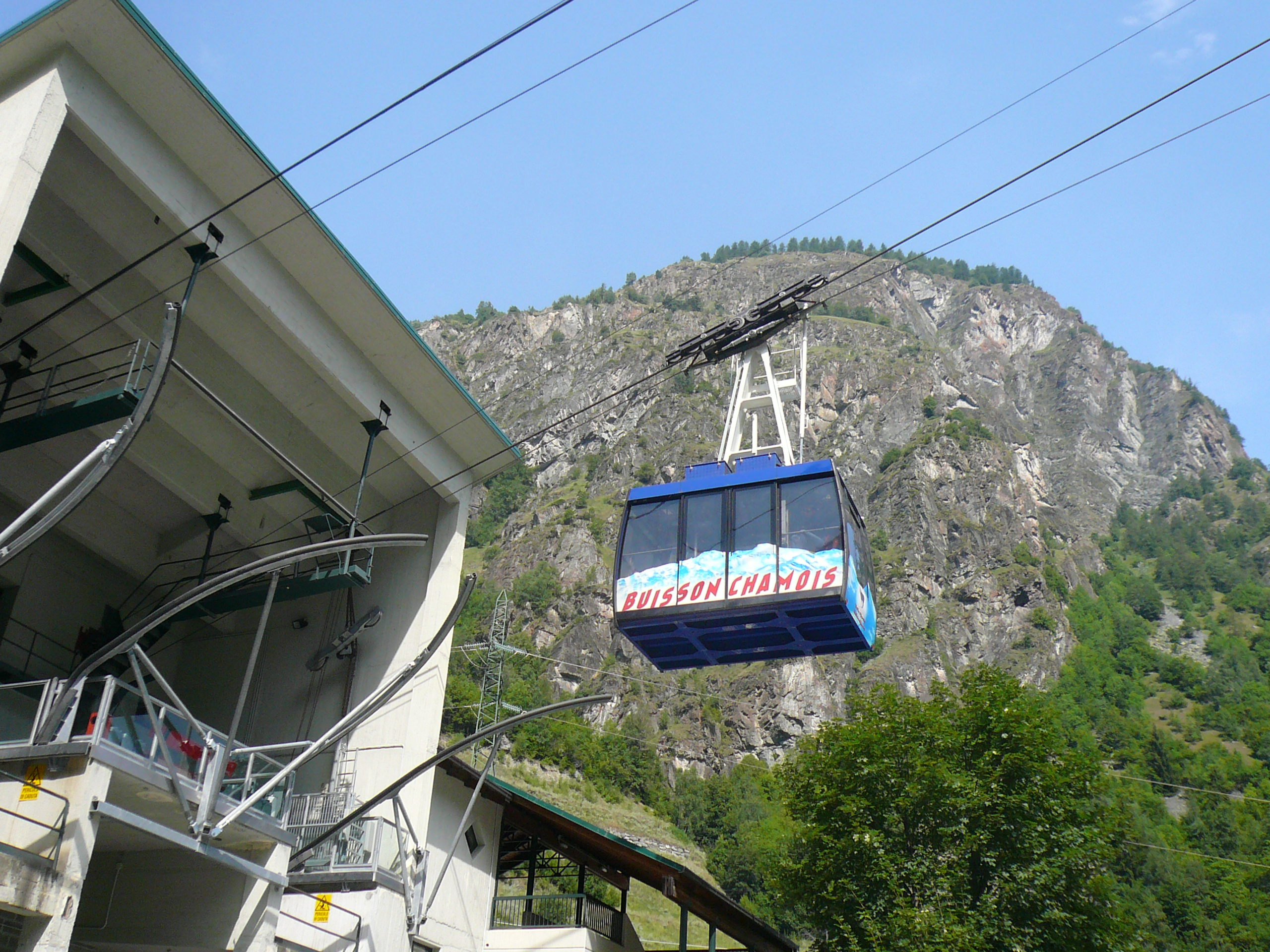
Канатная дорога: отправление из Бюиссона.
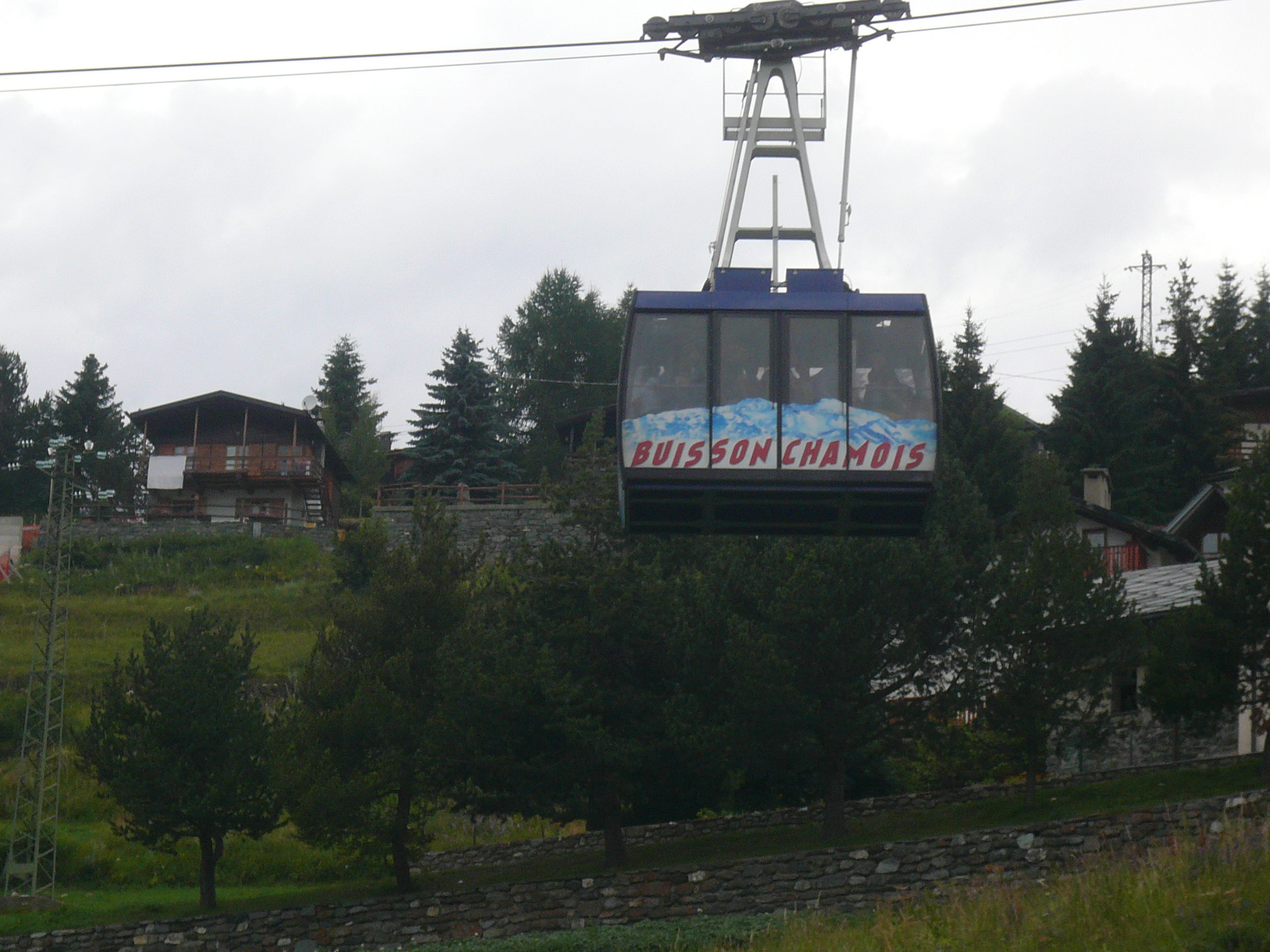
Канатная дорога: прибытие в Шамуа.
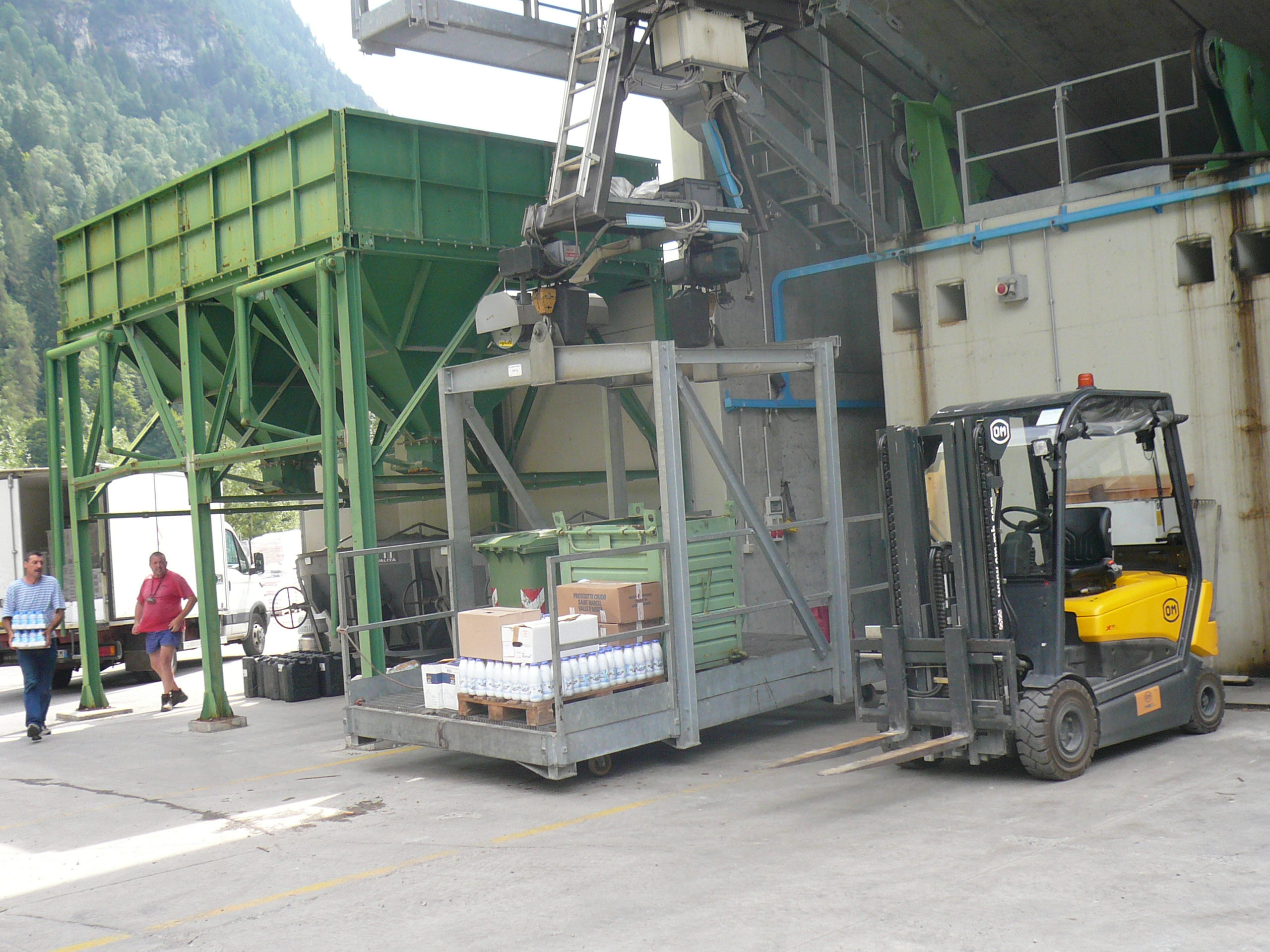
Доставка грузов по канатной дороге в Бюиссоне.
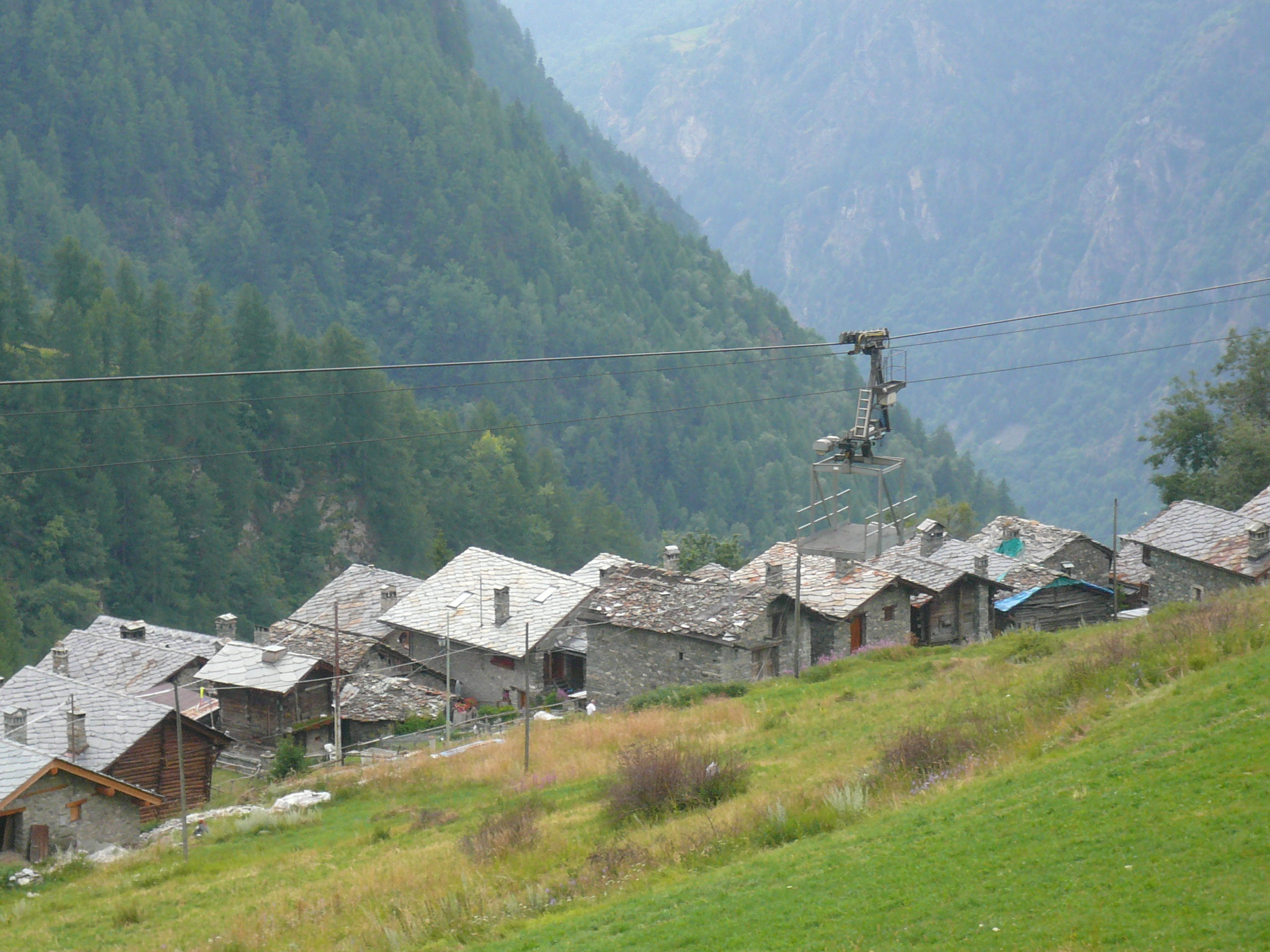
Спуск по канатной дороге и вид на Шамуа.
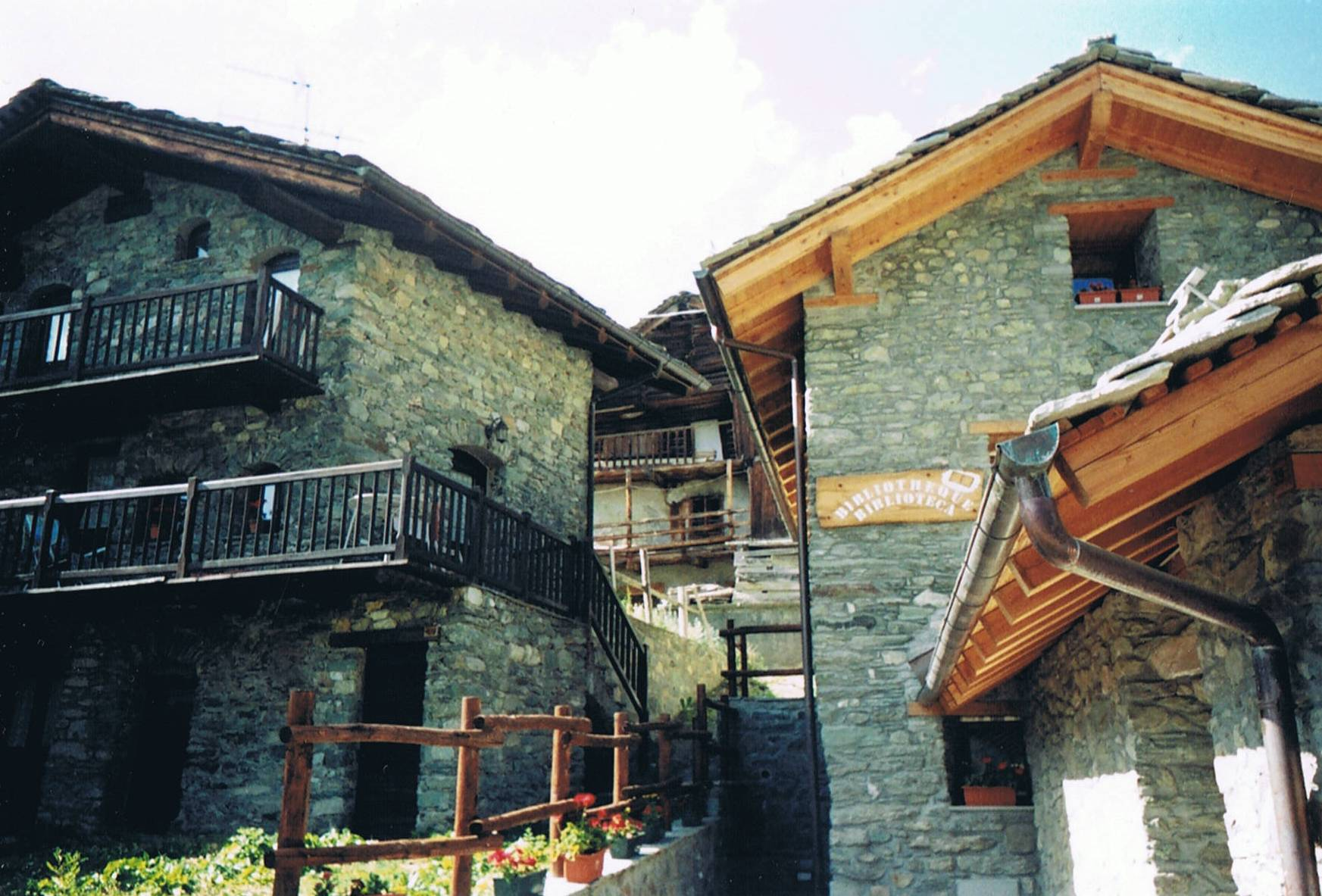
Коммунальная библиотека.
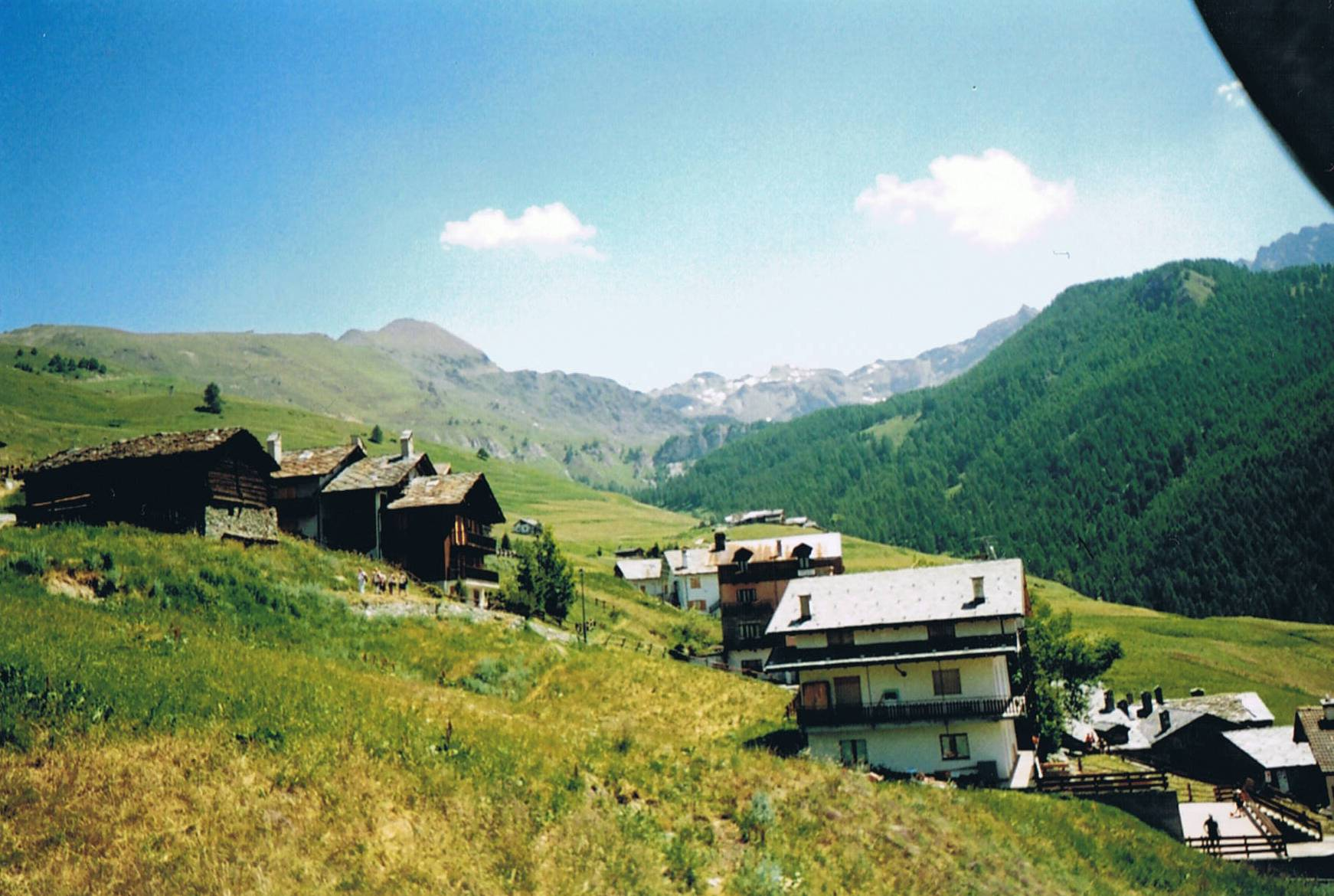
Корньола (фр. Corgnolaz): панорама.